# Kloster Espira-de-l’Agly
Kloster Espira-de-l’Agly war von 1852 bis 1904 ein Trappistinnen-Kloster in Espira-de-l’Agly bei Rivesaltes, Frankreich im Bistum Perpignan.

## Geschichte
Eine Schenkung erlaubte 1852 Kloster Lyon-Vaise die Gründung des Klosters Notre Dame des Anges in Espira-de-l’Agly (Priorat 1860, Einweihung der Kirche 1883). 1904 musste das erfolgreiche Kloster unter öffentlichem Protest dem Gesetz zur Trennung von Kirche und Staat (mit Auflösung der Ordensgemeinschaften) weichen und ging (nach kurzem Aufenthalt in Alella) zur Wiederbesiedelung in das spanische Kloster Herrera. 1923 erfolgte die Zurückverlegung nach Frankreich mittels Wiederbesiedelung von Kloster Échourgnac. In Espira-de-l’Agly beherbergen die Klostergebäude heute eine Schule, die den Klosternamen übernommen hat (Collège Notre Dames des Anges).

### Priorinnen
- Marie-Louise Alday-Delcros (1852–1868)
- Clémence Laurence Colin (1868–1874)
- Angélique Cathala (1874–1886)
- Augustin Daisse (1886–1889)
- Bernard Cazals (1889–1901)
- Benoît Chossat (1901–1904)